# Hypsiboas palaestes
Hypsiboas palaestes es una especie de anfibios de la familia Hylidae. Es endémica del Perú.
Sus hábitats naturales son los montanos secos y los ríos.